# Sonya Kitchell
Sonya D. Kitchell (nacida el 1 de marzo de 1989 en Ashfield, Massachusetts) es una cantautora estadounidense. Formó su primera banda y empezó escribir música en 2001. En 2004 firmó con Velour Records y fue nombrada la segunda Artista Musical de Starbucks, publicando su primer registro, Words Came Back to Me. Ha hecho giras por Japón, Europa y a través de los Estados Unidos.

## Carrera musical
Kitchell ha aparecido en numerosos espectáculos de televisión nocturnos, incluyendo los de David Letterman, Craig Ferguson, CNN, CBS y conseguido buenas críticas en LA Times, Boston Globe,  NY Times y NPR. Ha aparecido en auditorios como el Carnegie Hall y el Hollywood Bowl. En 2007 Herbie Hancock la llama para cantar en su álbum de tributo a Joni Mitchell titulado: River: The Joni Letters. Hancock invitó a Kitchell para cantar en su banda, en la gira de soporte del registro del año siguiente. Eso le dio la posibilidad de trabajar junto a artistas tan notables como Wayne Shorter, Joni Mitchell, Milton Nascimento, Chaka Khan, Quincy Jones, y muchos más.
Poco después de su año con Hancock, Kitchell publicó su segundo álbum This Storm en 2008 en Decca Records, producido por Malcolm Burn (Daniel Lanois, Peter Gabriel, Emmylou Harris), en colaboración con la banda de rock, The Slip, con muy buenas críticas.
En 2009, Kitchell unió fuerzas con su viejo amigo y colaborador Garth Stevenson, y juntos crearon una colección de música basada en el acompañamiento de un cuarteto de cuerda.  El álbum Convict of Conviction fue publicado en 2010, producido por Stewart Lerman (Antony y los Johnsons, David Byrne). El año siguiente Kitchell exploró un aspecto más dramático y cinemático de su música actuando como Sonya Kitchell & The Brooklyn Strings.
En los últimos años Kitchell ha actuado a veces como guitarrista y cantante para la banda de pop electrónico Blue Fundation.
Sus canciones han aparecido en numerosos espectáculos de televisión incluyendo Perfect Stranger (Bruce Willis, Halle Berry), Private Practice y La Unidad.
En su último álbum, We Come Apart, Kitchell, hace de productora e ingeniera de sonido y acompaña su propuesta acústica con sutiles cuerdas, suaves vientos y atmosféricos teclados. El foco está en expresivas intervenciones vocales, en los temas íntimos “Fight or Flight” y “Lucifer”, con su característico fraseo que alarga las sílabas y juega con las pausas. Los mejores resultados los obtiene en las baladas “James” y “We Come Apart,” con momentos de gran belleza.

## Vida personal
Kitchell nació en Massachusetts. Creció en Ashfield, Massachusetts,  asistió a la Escuela Hilltown Cooperativa en Williamsburg pueblo de Haydenville, y continuó su educación en la Pioneer Valley Performing Arts Charter Public School.
Es la hija del fotógrafo Peter Kitchell y la ilustradora Gayle Kabaker y tiene un hermano más joven, Max Kitchell. Junto con su padre hizo una exposición de fotografías en la Galería 137, presentando 15 impresiones grandes y 20 impresiones más pequeñas.
Vive en Brooklyn, NY.

## Discografía
- Cold Day EP (Velour Recordings, 2005)
- Words Came Back to Me (Velour Recordings, 2006)
- This Storm (Decca Records, 2008)
- Convict of Conviction (429 Records, 2010)
- We Come Apart (Relativity Media, 2016)